# Intestí
L'intestí o budell és la part visceral tubular del tub digestiu que s'estén de l'estómac fins a l'anus. Se situa en la cavitat abdominal. En els mamífers, incloent-hi els humans, es divideix en dos segments, que són l'intestí prim i l'intestí gros. En l'intestí s'extreuen els nutrients dels aliments.
Són molt comuns les infeccions per paràsits en aquest òrgan, com per exemple: Cryptosporidium parvum, Giardia lamblia entre d'altres.